# 소프트맥스 함수
소프트맥스 함수(Softmax function)는 로지스틱 함수의 다차원 일반화이다. 다항 로지스틱 회귀에서 쓰이고, 인공신경망에서 확률분포를 얻기 위한 마지막 활성함수로 많이 사용된다. 이름과 달리 최댓값(max) 함수를 매끄럽거나 부드럽게 한 것이 아니라, 최댓값의 인수인 원핫 형태의 arg max 함수를 매끄럽게 한 것이다. 그 계산 방법은 입력값을 자연로그의 밑을 밑으로 한 지수 함수를 취한 뒤 그 지수함수의 합으로 나눠주는 것이다.

## 같이 보기
- 분배 함수 (통계역학)
- 디리클레 분포